# Neonycteris pusilla
Neonycteris pusilla — вид родини листконосові (Phyllostomidae), ссавець ряду лиликоподібні (Vespertilioniformes, seu Chiroptera).

## Морфологічні особливості
Довжина передпліччя від 33,4 до 34,3 мм. Шерсть довга, на спині темно-коричневого, знизу буруватого кольору. Вуха закруглені відокремлені. Зубна формула: 2/2, 1/1, 2/3, 3/3 = 34.

## Екологія
Цей рід в основному комахоїдний. Вид відомий тільки з двох зразків і не відомий з часів 1940-х років.

## Середовище проживання
Країни проживання: північно-західна Бразилія, Колумбія.